# Киксия
Киксия (лат. Kickxia) — род травянистых растений семейства Подорожниковые (Plantaginaceae).
Род назван в честь бельгийских ботаников Жана Кикса-старшего и Жана Кикса-младшего.

## Ботаническое описание
Однолетние или многолетние травянистые растения, иногда полукустарники. Стебли распростёртые или приподнимающиеся. Листья очерёдные, нижние редко супротивные, яйцевидные или округлые, черешчатые, копьевидные пли стреловидные при основании.
Цветки пазушные, мелкие (0,5—0,9 мм длиной), одиночные, на длинных тонких цветоножках. Чашечка 5-раздельная почти до основания, доли слегка неравные. Венчик ясно двугубый: верхняя губа двулопастная; нижняя губа трёхлопастная, превышает верхнюю, с острым шпорцем, с большей частью неполностью замкнутым зевом. Тычинки 4, прикреплённые при основании венчика, включенные, обе передние длиннее задних; имеется крохотный нитевидный стаминодий; пыльники стреловидные. Завязь яйцевидная, окружена дисковидным нектарником; столбик тонкий; рыльце сидячие. Коробочка шаровидная, равногнездная, тонкостенная (кожистая), многосеменная, открывается при созревании в каждом гнезде одной крышечкой без зубцов. Семена яйцевидные, сетчато-морщинистые или бугорчатые, коричневые.

## Виды
Род включает 25 видов:
- Kickxia aegyptiaca (L.) Nábelek
- Kickxia caucasica (Muss.Puschk. ex Spreng.) Kuprian. — Киксия кавказская
- Kickxia cirrhosa (L.) Fritsch
- Kickxia collenetteana D.A.Sutton
- Kickxia commutata (Bernh. ex Rchb.) Fritsch
- Kickxia ×confinis (Lacroix) Soó
- Kickxia corallicola D.A.Sutton
- Kickxia dentata (Vahl) D.A.Sutton
- Kickxia elatine (L.) Dumort. typus — Киксия повойничковая
- Kickxia elatinoides (Desf.) Rothm.
- Kickxia floribunda (Boiss.) Täckh. & Boulos
- Kickxia gombaultii (J.Thiébaut) Mouterde ex Charpin
- Kickxia hartlii (Betsche) D.Heller
- Kickxia iranica Zeraatkar & F.Ghahrem.
- Kickxia lanigera (Desf.) Hand.-Mazz.
- Kickxia membranacea D.A.Sutton
- Kickxia papillosa R.R.Mill
- Kickxia pendula (G.Kunkel) G.Kunkel
- Kickxia petiolata D.A.Sutton
- Kickxia pseudoscoparia V.W.Sm. & D.A.Sutton
- Kickxia sabarum V.W.Sm. & D.A.Sutton
- Kickxia saccata D.A.Sutton
- Kickxia scalarum D.A.Sutton
- Kickxia spiniflora (O.Schwartz) D.A.Sutton
- Kickxia spuria (L.) Dumort. — Киксия ненастоящая